# Aleksandr Aleksandrovič Konjus
Aleksandr Aleksandrovič Konjus (in russo Александр Александрович Конюс?; 1895 – 1990) è stato uno statistico russo.
Laureatosi in statistica a Mosca nel 1920, lavorò dal 1923 al 1930 insieme a Slutsky nella sezione «indici di prezzo» dell'Istituto della Congiuntura fondato e diretto da Nikolaj Kondrat'ev.
Insegnò statistica dal 1931 al 1945, poi, fino al 1982, lavorò presso diversi istituti di ricerca, tra cui l'Istituto di Ricerche Economiche di Mosca.
Viene ricordato (sotto il nome A.A. Konüs) soprattutto per un lavoro del 1924, tradotto in inglese nel 1939, nel quale definiva le proprietà di un indice del costo della vita basato sulla teoria delle preferenze rivelate e calcolato come rapporto tra funzioni di costo valutate a diversi livelli dei prezzi ma ad uno stesso livello di utilità. Mostrò che il suo indice risultava intermedio tra quelli di Laspeyres e di Paasche.
Successivamente, in uno scritto del 1926 mostrò che utilizzando una funzione di utilità quadratica omogenea si perveniva a risultati identici a quelli ottenuti con l'indice di Fisher.